# Schistidium tenerrimum
Schistidium tenerrimum là một loài Rêu trong họ Grimmiaceae. Loài này được (Nees & Hornsch.) G. Roth mô tả khoa học đầu tiên năm 1904.